# Uno Alfons Saxén
Uno Alfons Saxén, född 15 september 1863 i Kankaanpää, död 17 februari 1948 i Helsingfors, var en finländsk skolman.
Saxén blev filosofie doktor 1894 på en avhandling från elektricitetslärans område. Han avlade gymnastiklärarexamen 1883, var lektor i matematik och fysik vid Viborgs klassiska lyceum 1894–1901, vid Viborgs finska reallyceum 1901–1910 och vid ett finskt flickläroverk i Helsingfors 1910–1922; åren 1922–1930 var han skolråd vid skolstyrelsen. Han tillhörde 1910–1922 redaktionsrådet för Tietosanakirja, den första finskspråkiga encyklopedin, och skrev så gott som alla artiklar om matematik och fysik. Han intresserade sig även för botanik och utgav flera botaniska undersökningar.
Han var äldre bror till filologen Ralf Saxén.